# Martin Smith (Designer)
Martin Smith (* 1949 in Sheffield, Großbritannien) ist ein ehemaliger britischer Automobildesigner.

## Arbeit
Nachdem er an der Liverpool University einen Bachelor-Abschluss in Maschinenbau und anschließend am Royal College of Art in London einen Master-Abschluss in Automobildesign gemacht hatte, begann er 1973 als Designer bei der Porsche AG. 

### Audi
1977 wechselte er zu Audi, wo er ab 1984 das Advanced Design Studio in München leitete. Hier entwarf er unter anderem gemeinsam mit J Mays den Audi Avus quattro. 1991 übernahm er die Leitung des Interieur-Designs und unter anderem für das Design des Innenraums des Audi TT zuständig.

### Opel
1997 wechselte er zu Opel, wo er als Produkt-Designer für die Baureihen der Kompaktklasse verantwortlich war, und unter anderem das Design des Opel Speedster und des Opel Astra G entwarf. Anschließend wurde er zum leitenden Direktor Design für die Marken Opel und Vauxhall bei General Motors Europa.

### Ford
2004 wechselte er als Chefdesigner zu Ford of Europe, wo er zunächst bei mehreren Konzeptfahrzeugen, ab 2006 dann auch schrittweise bei der gesamten europäischen Modellpalette von Ford das Kinetic-Design einführte und damit das in die Jahre gekommene New-Edge-Design ablöste. Seit 2006 war Smith nicht nur für das Design bei Ford of Europe zuständig, sondern auch für Ford Asia Pacific und Afrika. Im Mai 2014 gab Ford bekannt, dass Smith das Unternehmen am Jahresende verlasse, sein Nachfolger wurde Joel Piaskowski.